# فرنسيسكو بلانكو سالسيدو
فرنسيسكو بلانكو سالسيدو (بالإسبانية: Francisco Blanco de Salcedo)‏ هو رجل دين إسباني، ولد في 1512 في Capillas ‏ في إسبانيا، وتوفي في 26 أبريل 1581 في سانتياغو دي كومبوستيلا في إسبانيا.